# Paolo Serraino
(Paolo Serraino ad un suo affiliato in risposta alla domanda del perché della sua riservatezza)
Paolo Serraino (Cardeto, 21 marzo 1942 – 2011) è stato un mafioso italiano dell'omonima famiglia di 'ndrangheta.
Venne chiamato già da minorenne "Lu Re", per il suo enorme carisma e potere decisionale. Paolo è il terzo dei suoi fratelli e fratello del capobastone Francesco Serraino (1929), conosciuto come il Re delle montagne per il suo controllo del legname in Aspromonte.
All'età di 15 anni fu già denunciato per possesso illegale di armi da fuoco. Con il passare degli anni il suo potere diventava sempre più immenso e si consolidava fortemente. Secondo gli inquirenti ordino l'omicidio del politico e allora capo delle Ferrovie Italiane Lodovico Ligato. Fu anche uno dei protagonista della seconda guerra di 'ndrangheta nonché uno dei suoi più importanti e potenti boss nella storia. Venne arrestato dal 1995 insieme a suo fratello e altri esponenti della cosca. Era stato accusato 
e imprigionato per scontare una pena di ben 3 ergastoli.

## Storia criminale
(Pentito Antonino Rodà)
Già a 15 anni venne denunciato per possesso illegale di un'arma da fuoco, e questo segno l'inizio della sua escalation criminale.
Nel 1963, 6 anni più tardi infatti viene denunciato e poi imputato dal tribunale di Reggio Calabria per lesioni dolose ai danni di un suo coetaneo. Secondo alcuni testimoni infatti il 21enne Paolo si trovava a Cardeto insieme ai suoi familiari e decise come sua abitudine di farsi una partita a carte in un noto bar della zona. Nel suddetto bar però trovo 2 suoi coetanei provenienti dalla città che durante la partita vinsero e sbeffegiarono i fratelli Serraino per il loro modo di essere "contadini". Paolo dopo alcune avvertenze si buttò addosso ad uno di loro massacrandolo letteralmente di botte.
Nel 1983 ben 20 anni dopo avviene però il suo primo vero arresto. In quell'anno infatti viene arrestato dai Carabinieri e portato nel carcere di Locri in atessa del suo processo. È accusato di contraffazione, minacce intimidatorie, concorsi esterni ed associazione mafiosa. Viene condannato a 10 anni di reclusione,ma ne sconterà solamente 3 perché nel 1986 gli viene concessa la libertà vigilata agli arresti domiciliari.
Il 23 aprile 1986 però nell'Ospedali riuniti di Reggio Calabria viene ucciso suo fratello, Don Ciccio Serraino insieme a suo figlio Alessandro (1959) nella seconda guerra di 'Ndrangheta.
Paolo e suo fratello Domenico (1945) prendono dunque il comando dei Serraino ed esso per rivendicare il fratello evade dai domiciliari e si da alla latitanza.
Durante la seconda guerra di 'ndrangheta il suo potere si afferma e cresce a dismisura diventando addirittura "Il burattinaio che tira le fila di tutta quanta la società" come lo descrisse il pentito Filippo Barreca.  Nella guerra fu uno dei capi più importanti nonché il più grande finanziatore. Nel 1990 quasi al culmine della guerra per reprimere il cartello De Stefaniano, acquisto una partita di armi di circa 500.000 € che comprendeva: kalashnikov AK-47, mitragliatrici Izu, mitragliatrice Scorpion, fucili di precisione, più di 40 Bazooka, e 2 lancia razzi anticarri. Le armi furono spedite da Milano dalla famiglia Di Giovine, di cui faceva parte la cugina Maria Serraino che di fatto reggeva gli affari della famiglia al nord. Grazie a questo determinante contributo dei Serraino si arrivo in pochi mesi alla famosa pax mafiosa.
Finita la seconda guerra di 'ndrangheta nel 1991 il potere di "Lu Re" è enorme, non solo controlla metà Aspromonte ma anche metà Reggio Calabria. Secondo il Pentito Gullì infatti negli anni successivi alla pax mafiosa Paolo Serraino fu "Come il capo dei capi di tutta la 'ndrangheta, persino personaggi di spicco come Pasquale Condello andavano a trovarlo per ottenere il suo consenso." In conferma a ciò nella fine della guerra sia Domenico che Paolo diventarono 2 tra i più importanti membri della neonata commissione provinciale.
Nel 1993 Paolo Serraino è a capo di un regno enorme. La sua famiglia infatti è la 'ndrina che intassa più soldi di tutti nel business più remunerativo di sempre ovvero il traffico di droga. Riuscendo a vendere nella sola Milano circa 70 kg di cocaina, 150 kg di eroina e più di 5000 kg tra hashish e marijuana a settimana. Ma il traffico di droga non è l'unico business dei Serraino. Secondo l'indagine "Santa Barbara" emerge che Paolo Serraino tramite gli appalti boschivi abbia guadagnato dal 1991 al 1993 circa 50.000.000 di €.
Nel 1993 viene considerato nemico pubblico e rientra nella lista dei 10 Latitanti di massima pericolosità a livello Internazionale. Persino l'Interpol gli darà la caccia.

## Arresto, condanna e potere decisionale dal carcere
Dopo 9 anni di latitanza Domenico e Paolo Serraino vennero arrestati a Cardeto nel luglio del 1995.
Paolo fu condannato all'ergastolo nel novembre 1992 per omicidio e associazione a delinquere di stampo mafioso.
Nel 1998 ricevette un altro ergastolo per avere ordinato, insieme ad altri 'ndranghetisti, l'omicidio nel 1989 del politico calabrese Lodovico Ligato, ex capo delle ferrovie dello stato italiano. Nel gennaio 1999 viene nuovamente condannato all'ergastolo per omicidio e associazione mafiosa nel processo Olimpia.
Malgrado l'età è i 3 ergastoli che deve scontare in regime di 416-bis Paolo Serraino però non sembra aver perso nemmeno una briciolo del suo potere. Secondo il pentito Lauro infatti ancora oggi "Lu Re" sarebbe "un esponente di primissimo piano nella 'ndrangheta".
In conferma di ciò nel 1997 viene intercettato in carcere in una discussione con un altro boss di caratura criminale enorme, Santo Araniti, e insieme discutono e comandano dal carcere per far ritrattare i pentiti che parlano contro le loro cosche.